# Capitanes del Fútbol
Capitanes del Fútbol es un programa costarricense, de Televisora de Costa Rica, Teletica, Canal 7. Producido bajo Teletica Formatos. 
Eslogan: "Calentando la cancha"

## Trama
Capitanes del Fútbol es un programa que se transmite previo a los partidos de eliminatoria para el mundial Sudáfrica 2010. En el programa se realizan concursos relacionados con el fútbol, como también se exponen datos curiosos y cómicos. Se realizan reportajes y entrevistas.

## Presentadores
- Viviana Calderón
- Carlos Álvarez

## Los Capitanes
- Erick Lonnis
- Mauricio Montero

## Secciones
- Los Filazos: golpes y errores en partidos de fútbol.
- La opinión de los expertos: expertos del fútbol opinan acerca de diferentes temáticas.
- Concursos: penales, goles, partidos.
- El ambiente en exteriores: pase a los locutores del partido después del programa.
- Los videos más cómicos: eventos graciosos en partidos de fútbol.